# Francia en los Juegos Olímpicos de México 1968
Francia estuvo representada en los Juegos Olímpicos de México 1968 por un total de 200 deportistas que compitieron en 16 deportes.  
La portadora de la bandera en la ceremonia de apertura fue la nadadora Christine Caron.

## Medallistas
El equipo olímpico francés obtuvo las siguientes medallas:
| Nombre                                                                                   | Deporte            | Competición            |
| ---------------------------------------------------------------------------------------- | ------------------ | ---------------------- |
| Oro                                                                                      |                    |                        |
| Colette Besson                                                                           | Atletismo          | 400 m F                |
| Daniel Morelon                                                                           | Ciclismo en pista  | Scratch M              |
| Pierre Trentin                                                                           | Ciclismo en pista  | 1000 m contrarreloj M  |
| Daniel Rebillard                                                                         | Ciclismo en pista  | Persecución ind. M     |
| Daniel Morelon Pierre Trentin                                                            | Ciclismo en pista  | Tándem M               |
| Gilles Berolatti Jacques Dimont Jean-Claude Magnan Christian Noël Daniel Revenu          | Esgrima            | Florete por eqs. M     |
| Jean-Jacques Guyon (Pitou)                                                               | Hípica             | Concurso completo ind. |
| Plata                                                                                    |                    |                        |
| Jean-Marcel Rozier (Quo Vadis) Janou Lefèbvre (Rocket) Pierre Jonquères d'Oriola (Nagir) | Hípica             | Saltos por eqs.        |
| Daniel Robin                                                                             | Lucha grecorromana | 78 kg M                |
| Daniel Robin                                                                             | Lucha libre        | 78 kg M                |
| Bronce                                                                                   |                    |                        |
| Roger Bambuck Jocelyn Delecour Gérard Fenouil Claude Piquemal                            | Atletismo          | 4 × 100 m M            |
| Pierre Trentin                                                                           | Ciclismo en pista  | Scratch M              |
| Daniel Revenu                                                                            | Esgrima            | Florete ind. M         |
| Alain Mosconi                                                                            | Natación           | 400 m libre M          |
| Raoul-Pierre Guéguen Jean-Pierre Guidicelli Lucien Guiguet                               | Pentatlón moderno  | Equipo M               |